# Johannes Sartoris (Schweidnitz)
Johannes Sartoris († vor dem 8. Juni 1394) war ein Dominikaner, der 1373, als er Lesemeister im Kloster seines Ordens in Schweidnitz war, das Itinerarium s. Thomae de Aquino verfasste. Darin ordnete er die Lehren des Thomas von Aquin alphabetisch an. Er war als Beichtvater für Władysław II. Jagiełło und Hedwig von Anjou tätig. Er war päpstlicher Pönitentiar sowie Bischof von Siret und wirkte als Weihbischof im Bistum Krakau. Nach seinem Tod wurde das Bistum Siret am 8. Juni 1394 wieder vergeben.

## Handschriften

### Itinerarium sancti Thomae de Aquino
- Warschau, Biblioteka Narodowa, Rps 12532 II, fol. 1r–141v (Digitalisat)
- Breslau, Universitätsbibliothek, II F 106, fol. 123r–229v
- ebenda, I Q 460, fol. 1r–93v

### Tabula super omnia opera sancti Thomae de Aquino
- Mailand, Biblioteca Nazionale Braidense, AD. IX.37, fol. 1r–119r, hier Pietro da Bergamo zugeschrieben (Manus OnLine)
- Breslau, Universitätsbibliothek, II Q 44, fol. 73r–132v